# 時空旅行
《時空旅行》（日语：時空ツアーズ）是竹達彩奈的第3張單曲。2013年1月9日由波麗佳音發售。

## 概要
與前作《♪之國的愛麗絲》相隔約4個月發售的作品，是2013年第1張單曲。

## 收錄曲
1. 時空ツアーズ [4:23]
作詞：いしわたり淳治、作曲：筒美京平、編曲：小林俊太郎
2. Hey! MUSIC BOYS & MUSIC GIRLS! [4:29]
作詞・作曲・編曲：沖井礼二
3. 時空ツアーズ（Instrumental）
4. Hey! MUSIC BOYS & MUSIC GIRLS!（Instrumental）

DVD（初回限定盤）
1. 時空ツアーズ（Music Clip）

## 外部連結
- 波麗佳音介紹網頁
  - 初回限定盤
  - 通常盤